# Craigend Castle

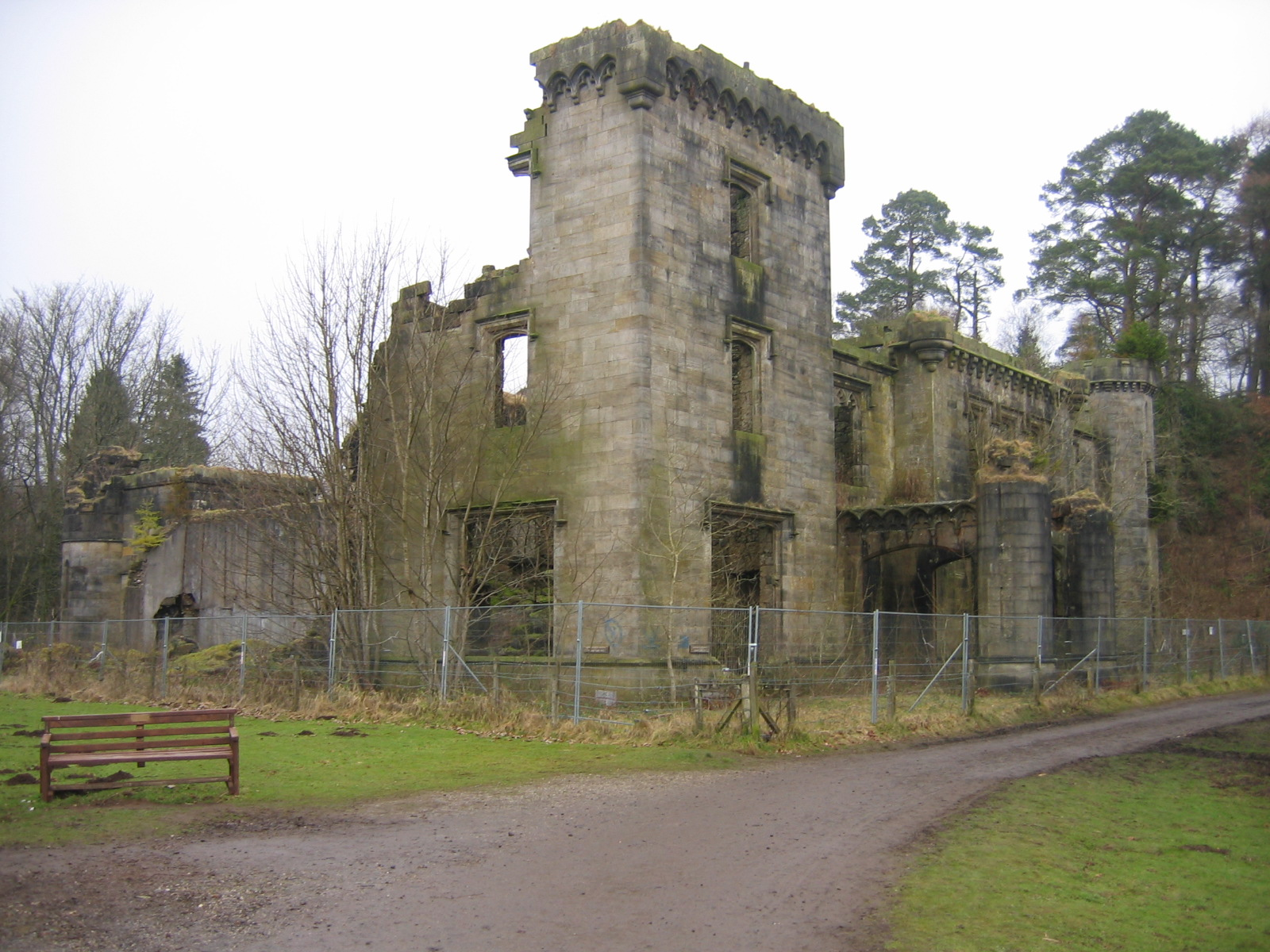
Die Ruine von Craigend Castle im Mugdock Country Park

Craigend Castle ist die Ruine eines Landhauses nördlich von Milngavie in der schottischen Council Area Stirling.
Die Ländereien von Craigend gehörten im Mittelalter zur Baronie von Mugdock, aber Mitte des 17. Jahrhunderts wurde das Anwesen an die Familie Smith verkauft. John Smith (1724–1812) wurde in Craigend geboren, wurde ein Kaufmann und gründete 1751 die Buchhandelsfirma John Smith & Son. John Smith ließ ein einfaches Haus auf dem Anwesen errichten, aber ein paar Jahre nach seinem Tod, 1816, ließ sein Sohn James das alte Haus in ein viel schmuckeres Landhaus integrieren. Es wurde von Architekt Alexander Ramsay im neugotischen Stil entworfen.
1851 wurde das Haus an Sir Andrew Buchanan, den früheren britischen Botschafter beim habsburgischen Hof in Wien, verkauft. James Outram, ehemaliger Besitzer des Glasgow Herald, pachtete Anfang des 20. Jahrhunderts das Landhaus von der Familie Buchanan.
Dazwischen pachtete der Richter und Kunstsammler Archibald McLellan aus Glasgow das Landhaus. Nachdem er 1835 dort einzog, wohnte er bis zu seinem Tod 1854 dort.
1920 pachtete Sir Harold E. Yarrow, Vorstandsvorsitzender und Geschäftsführer von Yarrow Shipbuilders, Craigend Castle. Er hatte vorher im Fairlawn in der Ralston Road in Bearsden gewohnt. Der Geschäftsmann Andrew Wilson aus Glasgow, und sein Sohn William, der Zoologe, kauften einen Teil des Anwesens von Craigend von der Familie Buchanan und eröffneten 1949 einen Zoo in den Stallungen des Landhauses mit verschiedenen exotischen Tieren. Sie konnten allerdings nicht genügend Besucher anziehen und mussten daher den Zoo 1954 wieder schließen.
Die Stallungen und das Gelände des Zoos wurden Teil des Mugdock Country Park, aber das Landhaus verfiel zur Ruine. Der Stallblock nördlich des Hauses dient heute als Besucherzentrum des Parks. Das angrenzende Anwesen Craigend ist heute in privater Hand und wird als Rinder- und Schafsranch betrieben. Die Ruinen hat Historic Scotland als historisches Bauwerk der Kategorie C gelistet.

## Galeriebilder

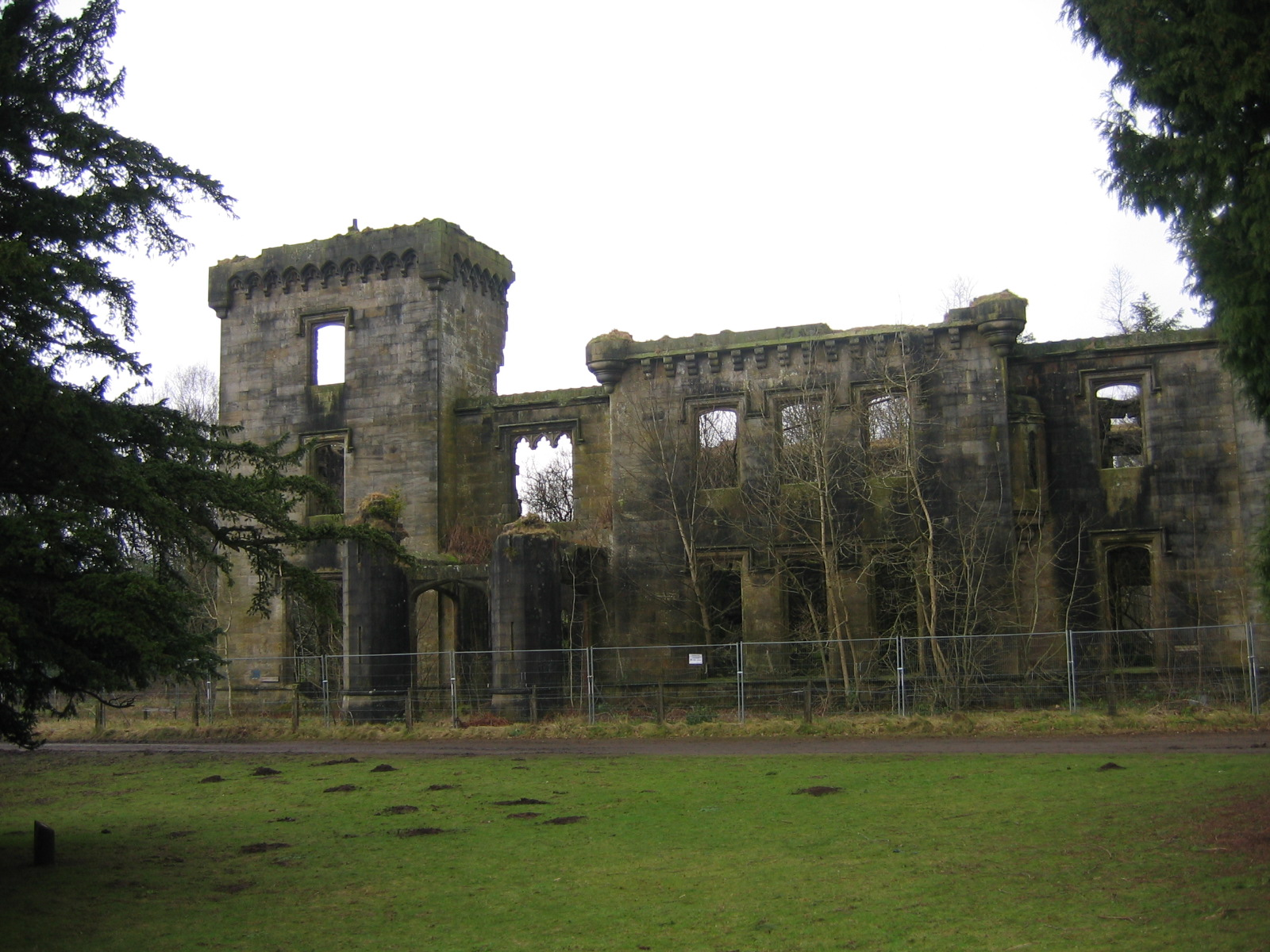
Ein weiterer Blick auf die Ruinen
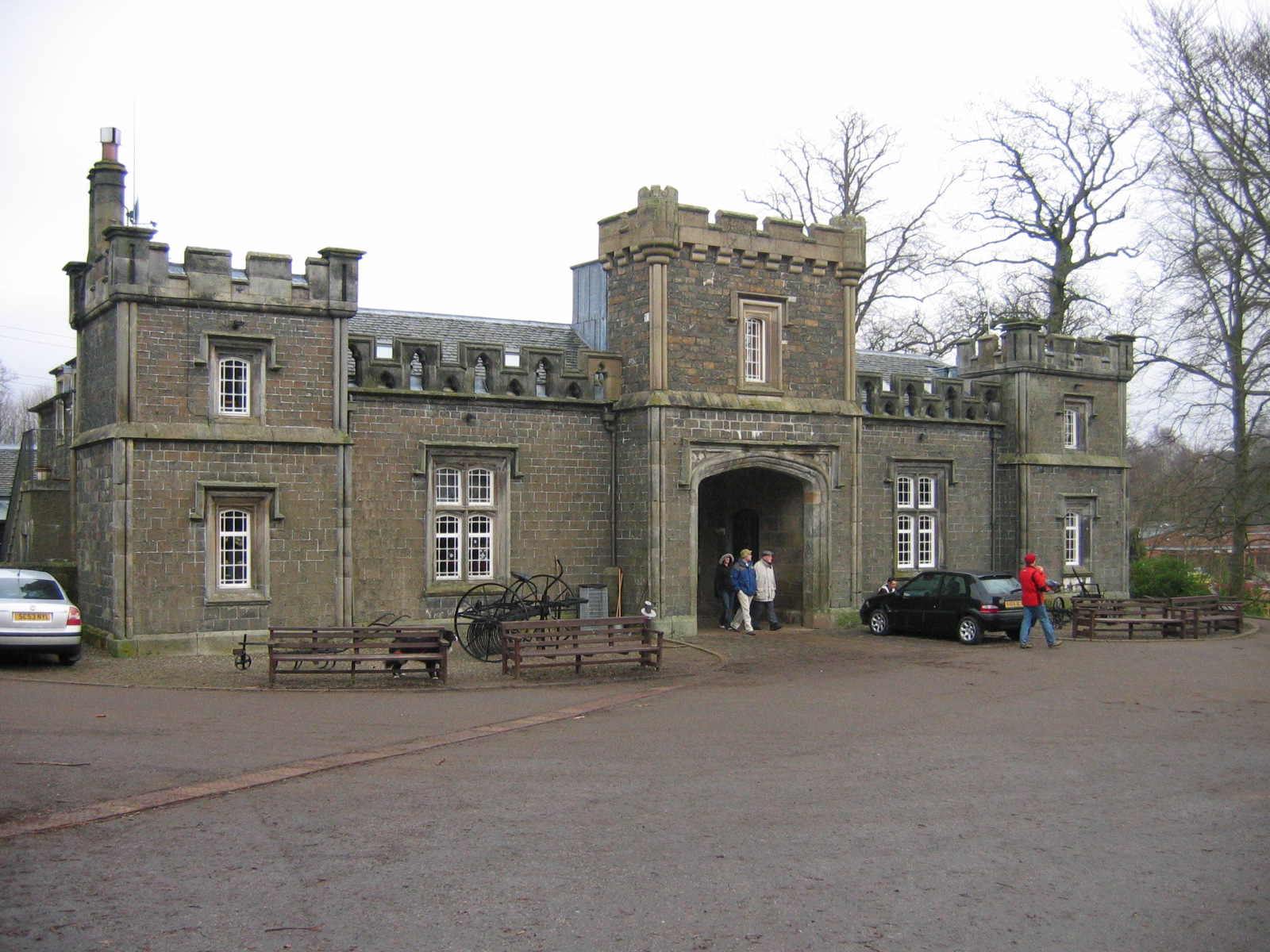
Die früheren Stallungen